# Cucal-preto-africano
Cucal-preto ou cucal-preto-africano (Centropus grillii) é uma espécie de cucos da família Cuculidae.
Pode ser encontrada nos seguintes países: Angola, Benin, Botswana, Burkina Faso, Burundi, Camarões, República Centro-Africana, Chade, República do Congo, República Democrática do Congo, Costa do Marfim, Etiópia, Gabão, Gambia, Gana, Guiné, Guiné-Bissau, Quénia, Libéria, Malawi, Mali, Moçambique, Namíbia, Níger, Nigéria, Ruanda, Senegal, Serra Leoa, África do Sul, Sudão, Essuatíni, Tanzânia, Togo, Uganda, Zâmbia e Zimbabwe.